# Pope (Schiff, 1943)
Die USS Pope (DE-134) war ein Geleitzerstörer der Edsall-Klasse im Dienste der US Navy, der während des Zweiten Weltkriegs gebaut wurde. Sie diente im Atlantik als Eskorte für Schiffe der US Navy und Konvois zum Schutze vor Luft- und U-Boot-Angriffen.

## Geschichte
Benannt nach dem Marineoffizier John Pope, der während des Sezessionskrieges in der US-Marine diente und zur Erinnerung an das gleichnamige Vorgängerschiff USS Pope, das in der Schlacht in der Javasee im Februar 1942 versenkt worden war, wurde der Geleitzerstörer Pope am 14. Juli 1942 bei Consolidated Steel in Orange, Texas auf Kiel gelegt. Nach der Schiffstaufe durch Mrs. Rae W. Fabens lief das Schiff am 12. Januar 1943 vom Stapel und wurde am 25. Juni 1943 unter dem Kommando von Comdr. Frederick Sherman Hall bei der US Navy in Dienst gestellt.
Nach Probefahrten vor den Bermudas erreichte die Pope am 23. September 1943 nach ihrer ersten Konvoi-Begleitung Casablanca. Zwei weitere Konvoieskorten folgten, bevor der Zerstörer der U-Jagdgruppe TG 21.12 um den Geleitflugzeugträger Guadalcanal zugeteilt wurde. Dort war die Pope an der Versenkung von U 515 am 9. April 1944 sowie der Aufbringung von U 505 beteiligt, wofür sie mit der Presidential Unit Citation ausgezeichnet wurde. Bis Kriegsende blieb die Pope im Verband mit der Guadalcanal und unterstützte unter anderem die Versenkung von U 546 am 24. April 1945.
Kurz nach der deutschen Kapitulation eskortierte die Pope gemeinsam mit der Pillsbury das deutsche U-Boot U 858 nach Cape May, nachdem es sich zuvor im Nordatlantik den US-Schiffen ergeben hatte. Nach einem weiteren Konvoi-Einsatz kehrte die Pope in die Vereinigten Staaten zurück, wo sie als „plane guard“ für die Solomons bei Übungen vor Norfolk und Mayport fungierte. Die Pope wurde am 17. Mai 1946 außer Dienst gestellt und in die Atlantic Reserve Fleet übernommen und schließlich abgewrackt.